# خليج فيلهلمينا

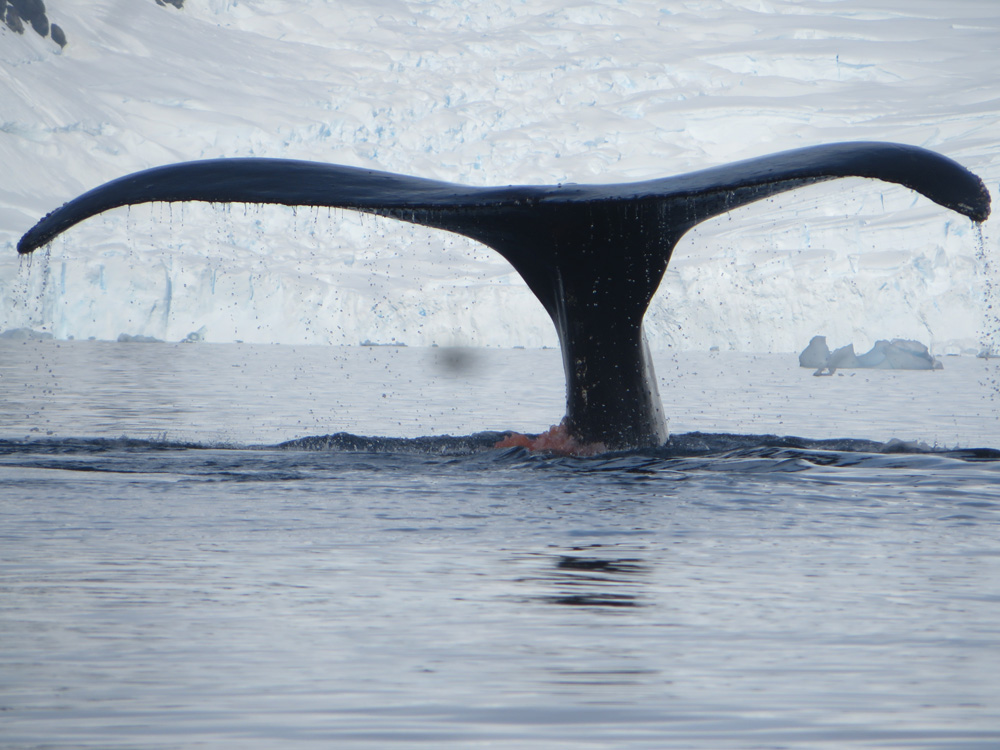
حوت أحدب في خليج فيلهيلمينا

خليج فيلهلمينا هو خليج 15 ميل (24 كـم) بين شبه جزيرة ريسلوس وخليج أنا على طول الساحل الغربي لأرض غراهام في شبه جزيرة أنتاركتيكا. اكتشف من قبل البعثة البلجيكية في أنتاركتيكا 1897-99 بقيادة أدريان دي جيرلاش. سمي الخليج باسم فيلهيلمينا، ملكة هولندا، التي حكمت من عام 1890 إلى عام 1948.